# Nephrotoma quadrifaria
Nephrotoma quadrifaria là một loài ruồi trong họ Ruồi hạc (Tipulidae).

## Mô tả
Phần lớn chúng phân bố ở châu Âu nhưng không có ở bán đảo Iberia. Phân loài farsidica được tìm thấy ở Iran.

## Các phân loài
- Nephrotoma quadrifaria farsidica (Savchenko, 1957)
- Nephrotoma quadrifaria quadrifaria (Meigen, 1804)

## Hình ảnh

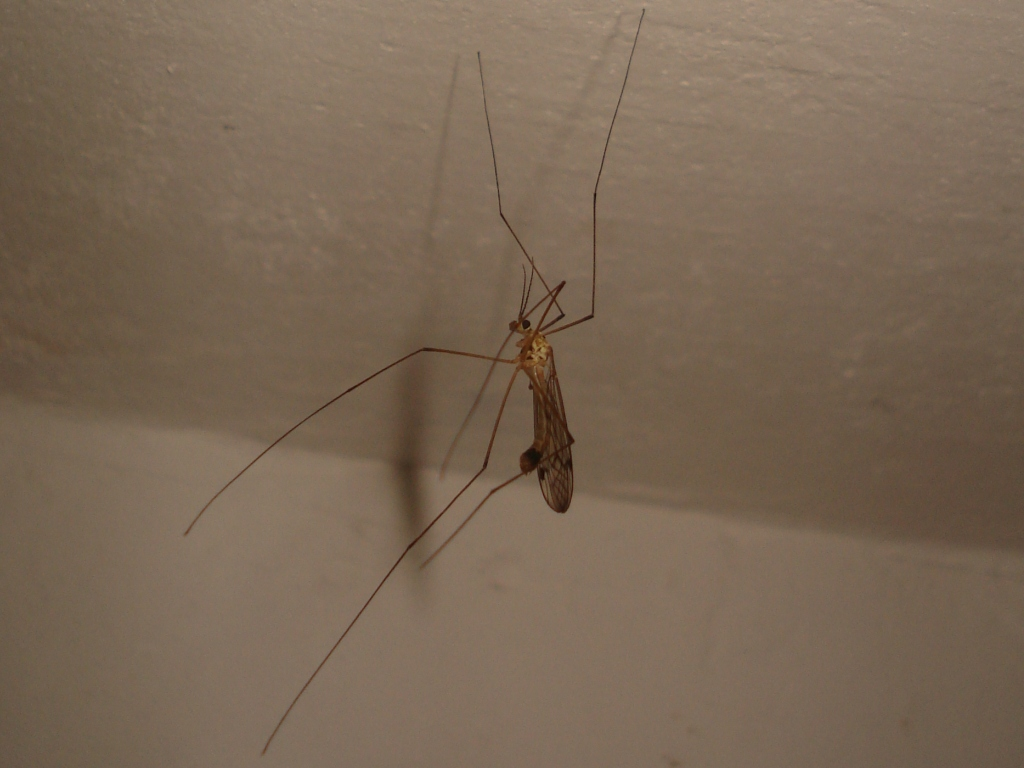
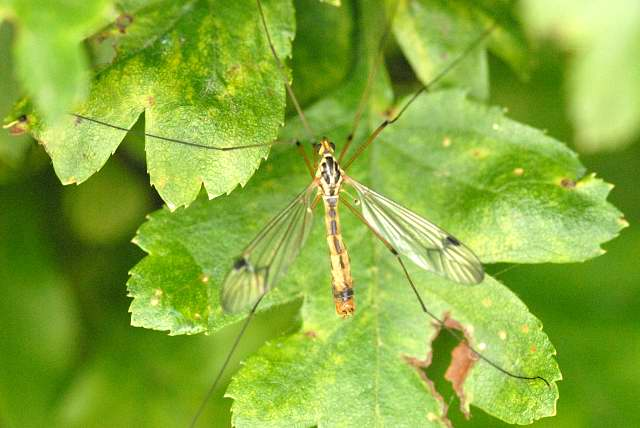
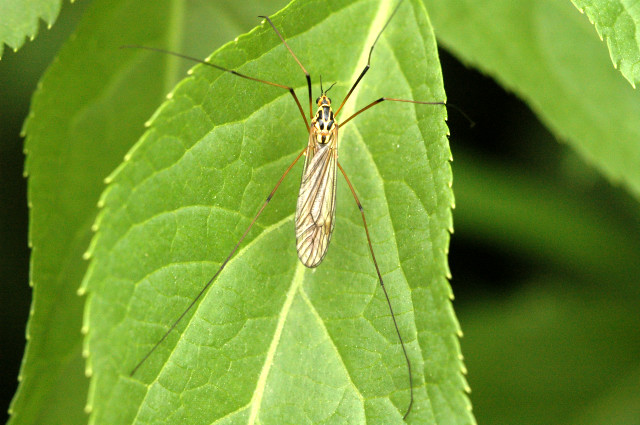
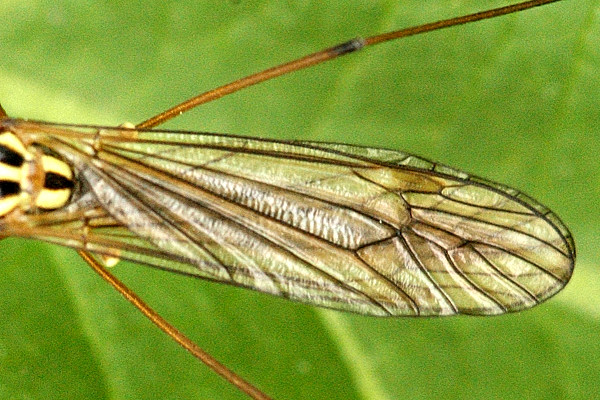